# Ordine di Ruben Dario
L'Ordine di Ruben Dario è un ordine cavalleresco del Nicaragua.

## Storia
L'Ordine è stato fondato il 16 febbraio 1951 dal Presidente Anastasio Somoza García e venne dedicato al poeta, giornalista e diplomatico Rubén Darío.
L'Ordine viene assegnato per il servizio in Nicaragua e all'umanità nel campo delle relazioni, dell'arte, della letteratura, della scienza.

## Classi
L'Ordine dispone delle seguenti classi di benemerenza:
- Collare
- Gran Croce con Stella d'Oro
- Gran Croce con Stella d'Argento
- Grand'Ufficiale
- Commendatore
- Ufficiale
- Cavaliere

## Insegne
- Il nastro è per metà blu e per metà bianco.